# Хлопцов Андрій Андрійович
Андрі́й Андрі́йович Хлопцов — український спортсмен-плавець.

## Спортивні досягнення
- в листопаді 2014 року на змаганнях в Хорватії встановив два юнацьких рекорди України.
- на 1-х Європейських іграх у Баку в червні 2015 року здобув золоту медаль на дистанції 50 метрів батерфляєм, та бронзову нагороду в цій же дисципліні на спині, встановивши при цьому чотири юнацьких рекорди та один Національний рекорд України.